# Kikukawa Eizan
Kikukawa Eizan (菊川 英山) (né en 1787, mort le 17 juillet 1867) est un dessinateur japonais d'estampes sur bois de style ukiyo-e. Il étudie d'abord avec son père, Eiji, un peintre mineur de l'école Kanō. Il étudie ensuite avec Suzuki Nanrei (1775-1844), un artiste de l'école Shijō. On pense qu'il se perfectionne auprès de Totoya Hokkei (1790-1850), peintre de ukiyo-e. Il produit de nombreuses gravures sur bois de belles femmes dans les années 1830, puis abandonne la gravure en faveur de la peinture.
Kikukawa Eizan ne doit pas être confondu avec Harukawa Eizan, un dessinateur d'estampes sur bois de style ukiyo-e, actif dans les années 1790.

## Biographie
Eizan est le plus prolifique, à la plus longue durée de vie et finalement le meilleur des disciples tardifs d'Utamaro qui essayent de prolonger le style bijin du maître après sa mort en 1806. Avec Kikumaro, Tsukimaro et Utamaro II, Eizan est généralement mis de côté par les connaisseurs comme plagiaire du style tardif d'Utamaro, mais son œuvre se développe en fait, comme celle de la plupart des artistes de l'ukiyo-e, d'une identification étroite avec un maître de premier plan à une indépendance étudiée, et contient des morceaux d'une beauté et d'un intérêt remarquables.
Contrairement aux autres artistes de l'ukiyo-e avec lesquels il est souvent associé, Eizan n'est pas véritablement élève de Kitagawa Utamaro, mais étudie à l'origine avec son père, Kikugawa Eiji, un peintre de style Kano et un fabricant d'éventails, et plus tard avec l'artiste Shijo Suzuki Nanrei et Hokkein, l'élève de Hokusai. Cette formation éclectique n'apparaît guère dans les premiers travaux d'Eizan, produits peu de temps après la mort d'Utamaro et pour la plupart dans le style de ce maître.
Dans la décennie suivante toutefois, tandis qu'Eizan atteint sa maturité artistique, il commence à développer son propre style figuratif, toujours centré pour l'essentiel sur les impressions de belles femmes (bijin-ga). Les créations d'Eizan conservent la sensibilités et le lyrisme qui marquent le style d'Utamaro mais ne suivent cependant pas le réalisme truculent et la sensualité plus manifeste de Kunisada et Ikeda Eisen dans leurs œuvres.
Eizan, comme Toyokuni I dans les estampes d'acteurs, est la dernière manifestation de l'ukiyo-e de style classique dans le travail bijin, avec des couleurs harmonieuses et des lignes et des sujets gracieux. Après lui, on sent se mettre en place une esthétique différente, avec des couleurs plus dures, des lignes angulaires et du matériel moins éthéré, avec in fine un accent mis davantage sur le poids du matériau de l'existence terrestre, plutôt que sa transformation en quelque chose d'élégant.
Avec Eizan, l'alchimie de l'élégance est toujours vivante et dans ses plus belles créations, il peut jeter une lueur magique sur les formes du monde et créer de la légèreté et de la grâce.

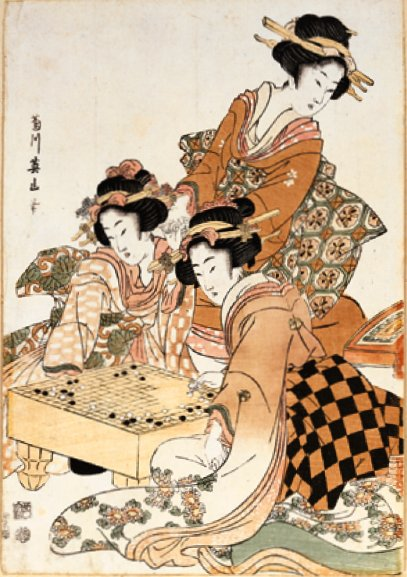
Geisha jouant une partie de go, estampe sur bois.
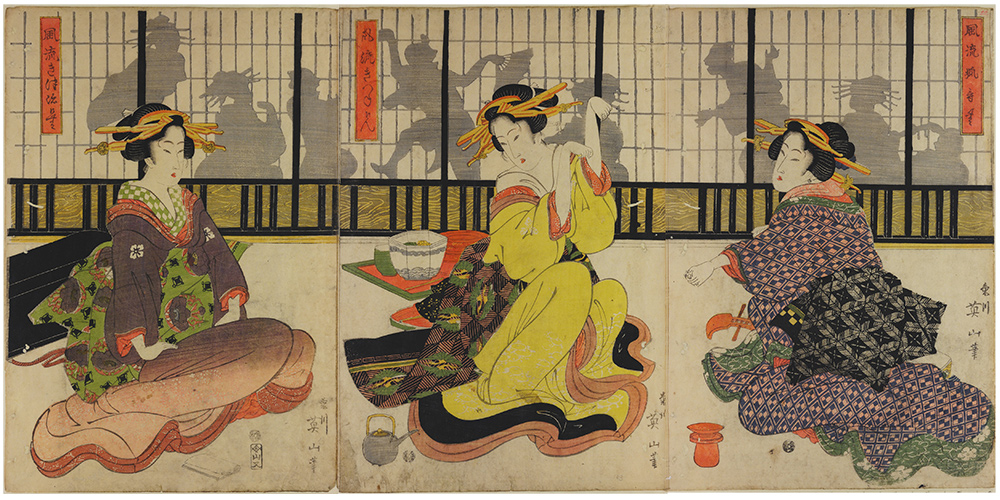
Geisha jouant une partie de kitsune-ken (1820).